# Slam Stewart
Pour les articles homonymes, voir Stewart.
Leroy Eliot Slam Stewart, né le 21 septembre 1914 à Englewood (New Jersey), et mort le 10 décembre 1987 à Binghamton, est un musicien américain de jazz, joueur de contrebasse et secondairement de violon.
Il s'est fait remarquer pour sa capacité à jouer sur sa contrebasse avec l'archet et simultanément chanter une octave plus haut.

## Filmographie
- 1941 : Hellzapoppin'
- 1942 : Almost Married
- 1947 : Boy! What a Girl!
- 1976 : Calmos de Bertrand Blier